# David Håkansson

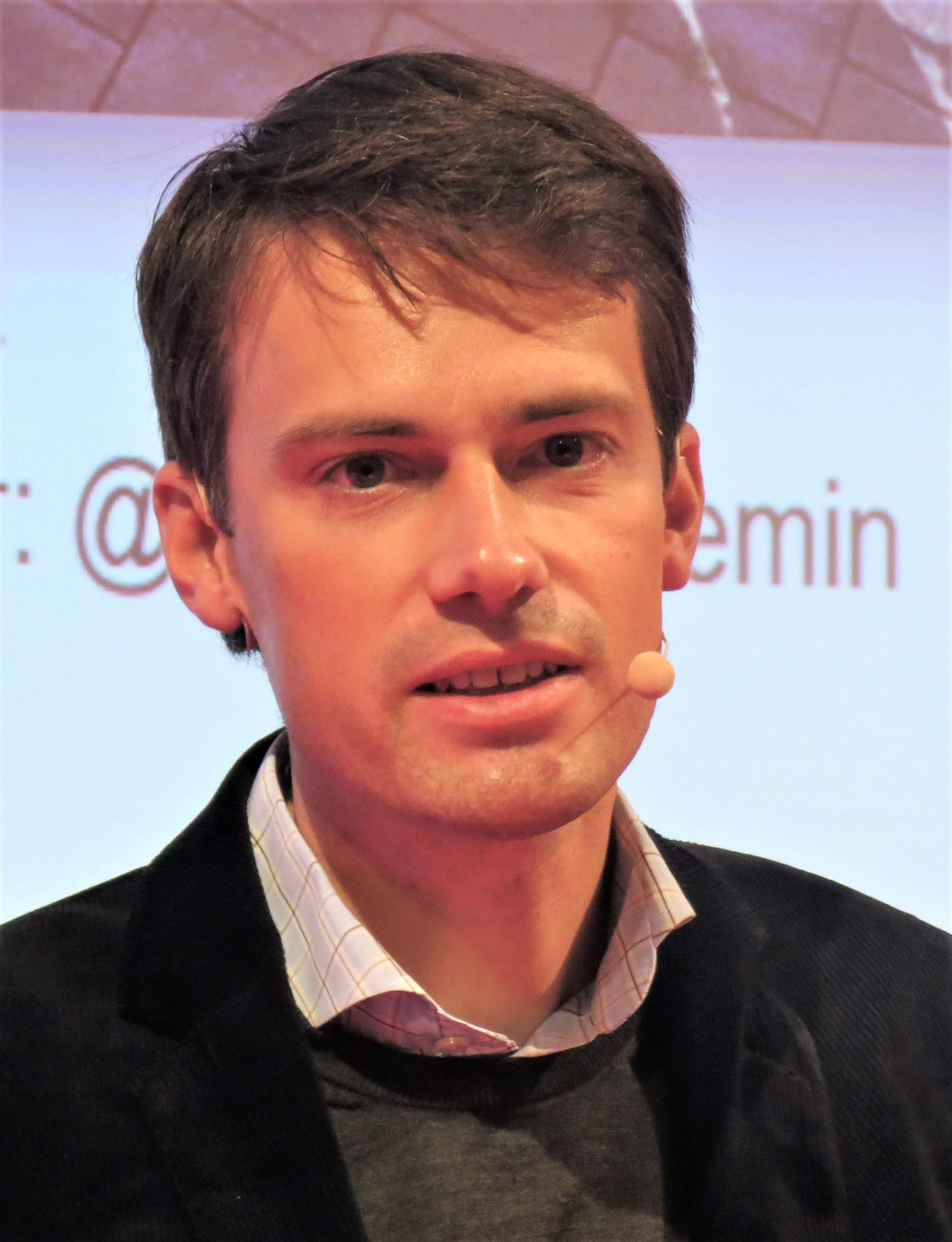
David Håkansson (2019)

David Håkansson (* 26. November 1978 in Kristianstad, Schweden) ist ein schwedischer Sprachwissenschaftler. Er ist seit 2023 Mitglied der Schwedischen Akademie.

## Leben
Håkansson studierte Sprachwissenschaft an der Universität Lund, wo er 2002 den Master erwarb und 2008 promovierte. 2012 habilitierte er sich im Bereich Nordische Sprachen an der Universität Uppsala. Er arbeitete danach als wissenschaftlicher Mitarbeiter an der Kungliga Vitterhets Akademien (2014–2021) und als Dozent für schwedische Sprache an der Universität Uppsala. Von 2018 bis 2022 war er Professor für Nordische Sprachen an der Universität Uppsala, seit 2022 ist er an derselben Institution Professor für Schwedische Sprache. Seit 2022 ist er auch Dekan der Fakultät für Sprachen.
Er war von 2013 bis 2018 Mitglied der Schwedischen Jungen Akademie (Sveriges Unga Akademi). Seit 2017 ist er Herausgeber der Zeitschrift Språk och stil.
2023 wurde er als Nachfolger von Sture Allén auf den Stuhl Nr. 3 der Schwedischen Akademie berufen.

## Forschung
Håkansson beschäftigt sich in seiner Forschung insbesondere mit Variation und Wandel in der schwedischen Grammatik und im Sprachgebrauch. In seiner Dissertation untersuchte er die Entstehung des Subjektzwangs im Altschwedischen mit Methoden der Generativen Grammatik und der quantitativen Methoden der Variationslinguistik. In einer weiteren Monographie untersuchte er die Veränderungen des Wortschatzes im ersten Jahrzehnt des 21. Jahrhunderts. Zurzeit leitet er das Forschungsprojekt How Fiction Made Swedish Modern (Wie Fiktion die schwedische Sprache modernisierte), bei dem der Einfluss der Literatur auf den Sprachwandel im Zeitraum von 1830 bis 1930 untersucht wird und an dem sowohl Literatur- wie Sprachwissenschaftler beteiligt sind.
Ein anderes Forschungsgebiet Håkanssons betrifft die Sprachwissenschaft selbst. Aus einer Metaperspektive untersucht er dabei die Rolle der Theorie in der Sprachgeschichtsforschung und den Anspruch auf Wissenschaftlichkeit sowie die Erkenntnisinteressen in der Linguistik. Der Sammelband Varför språkvetenskap? (Wozu Linguistik?) stellt ein erstes Ergebnis dieser Forschung dar.

## Publikationen

### Monografien
- Syntaktisk variation och förändring. En studie av subjektslösa satser i fornsvenska. Lund Universitet, Lund 2008. (Syntaktische Variation und Veränderung. Eine Studie über subjektlose Sätze im Altschwedischen.)
- mit Anna W. Gustafsson: Ord på prov. En studie av ordförståelse i högskoleprovet. Språk- och litteraturcentrum, Lund 2017. (Wörter auf dem Prüfstein. Eine Studie über die Wortschatzkenntnisse in der Hochschulprüfung.)

### Herausgeberschaft
- mit Anna-Malin Karlsson: Varför språkvetenskap? Kunskapsintressen, studieobjekt och drivkrafter. Studentlitteratur, Lund 2017. (Wozu Linguistik? Erkenntnisinteressen, Studienfelder und Triebkräfte.)